# Key Publications

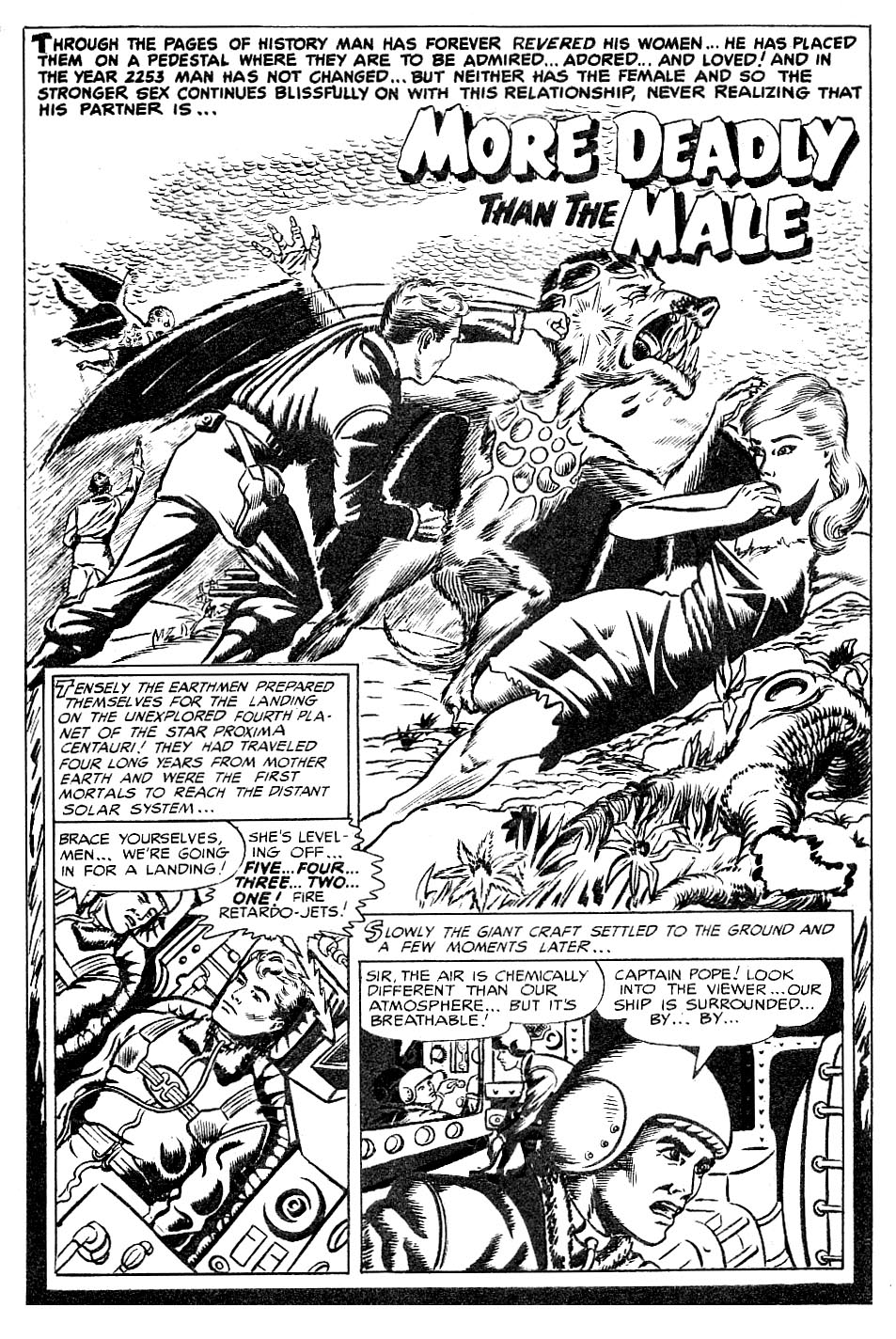
Planche d'un comics intitulé Weird Mysteries édité par Key Publications

Key Publications est une maison d'édition américaine de comic books fondée en 1951 par Stanley P. Morse et disparue en 1956. Le premier comics publié par cet éditeur est un comics d'horreur, suivant le mouvement lancé par EC Comics, intitulé Mr Mistery dessiné mar Mike Esposito et Ross Andru pendant 19 numéros.
Steve Ditko, le dessinateur des premières aventures de Spider-Man dessina ses premiers comics publiés pour cet éditeur en 1953.

## Documentation
- (en) Key Publications sur la Grand Comics Database.
- (en) Mike Benton, « Stanley P. Morse », The Comics Book in America. An Illustrated History, Dallas : Taylor Publishing Company, 1989, p. 140.
- (en) Key Publications